# Abdoulaye Fall (fotbalista)
Abdoulaye Fall (* 12. ledna 1989, Dakar, Senegal) je senegalský fotbalový záložník, který v současnosti hostuje v moravském klubu SK Sigma Olomouc. Universální hráč, může nastoupit ve středu zálohy nebo na kraji obranné řady. Nejčastěji nastupuje na postu defensivního záložníka. Má i francouzský pas.

## Klubová kariéra
Rodák z Dakaru Fall začal s fotbalem ve svých čtrnácti letech v místním klubu US Gorée, v šestnácti hrál poprvé nejvyšší ligovou soutěž. Z US Gorée odešel do portugalské Benfiky. Následovalo angažmá ve francouzském La Vitréenne FC a poté ve švýcarském Servette FC. V Servette však nepobyl dlouho, neboť nedostal pracovní povolení, prodělal zde přípravu a odehrál pouze přátelské zápasy, žádný soutěžní. Odtud odešel do Španělska do klubu CD Badajoz a pak do CF Cádiz.
V únoru 2014 jej získal na hostování s opcí prvoligový klub SK Sigma Olomouc. S klubem prodělal část zimní přípravy a v soutěžním zápase debutoval v prvním ligovém utkání jarní části sezony 2013/14 22. února 2014 proti SK Slavia Praha (vysoká výhra 5:1). Sezona 2013/14 dopadla neslavně, se Sigmou zažil sestup do druhé české ligy.